# Тародунум
47°58′23″ пн. ш. 7°58′58″ сх. д. / 47.973146° пн. ш. 7.98264° сх. д.
Тародунум — пізньокельтське укріплення у Баден-Вюртемберзі, Німеччина. 
В районі, який оточений з півночі Бург-ам-Вальдом, зі сходу Гіммельрайхом, з півдня Бург-Гофеном, на заході Кірхцартеном і на північному заході Зартеном, перетинає B31. 
Ця назва також використовується для фактичного поселення, яке було знайдено за один кілометр на захід від укріплення. 

## Укріплення Тародунум
Форма комплексу — витягнутий трикутник між Драйзамом, Вагенштайбахом і Гелленбахом, які були захищені валами; схили висотою до 15 м 
були вміло включені до складу укріплень. 
Можна ще спостерігати слабкі залишки південно-східного муру.
Назва Тародунум використовувалася ще грецьким географом Клавдієм Птолемеєм для важливого поселення на правому березі Рейну, а з 1815 року воно було пов’язане з цією територією. 
Навіть після руйнації кельтського поселення назва з’являється як Зардунія в ранньосередньовічному документі в Санкт-Галлені в 765 році та розвинулась у сучасну назву Зартен. 
Центр поселення розташований на місці сучасного поселення Бург-Біркенгоф. 
Цей кельтський опід — одне з небагатьох місць у Німеччині, назва якого відома з давніх часів.
Цікаво те, що під час відвідин і розкопок не було виявлено жодних слідів довготривалого поселення кельтів. 
Тому припускають, що це був тимчасовий притулок, де населення знаходило притулок. 
Під час розкопок в 1987 році було виявлено, що східна муру не була закінчена, і будівництво, очевидно, раптово припинилося. 
За даними Управління охорони пам’яток землі Баден-Вюртемберг, мур побудовано за технікою murus gallicus.

## Поселення Тародунум
Фактичне поселення Тародунум знайдено за межами укріплень в 1987 році на південний захід від Зартену. 

Влітку 2004 року на цій площі приблизно 400 м² проводилися розкопки. 
Знайдено велику кількість каменів під типовою глибиною оранки, яка тут становить близько 20 см, вони не могли бути природного походження. 
Зараз вони інтерпретуються як шлях або вільне центральне місце зустрічі поселення. 
Під час розкопок також були знайдені монети, монетні заготовки та залишки необробленого металу із золота та срібла, тому припускають, що тут відбувалося повне монетне виробництво. 
Знахідки фрагментів римських амфор свідчать про широкі торгові зв'язки. 
Знахідки залізних шлаків свідчать про те, що тут також відбувалася виплавка та переробка залізної та інших руд; залізну руду для цього видобували в Шварцвальді.